# Manchester United F.C. mùa bóng 1921–22
Mùa giải 1921-22 là mùa giải thứ 26 của Manchester United ở Liên đoàn bóng đá và thứ 11 ở giải hạng nhất.
Vào cuối mùa giải, United kết thúc cuối cùng ở giải Ngoại hạng và xuống chơi Hạng hai, nơi Đội bóng đã không thi đấu kể từ năm 1906.

## Giải bóng đá hạng nhất (First Division)
| Thời gian                | Đối thủ              | H/A | Tỷ số Bt-Bb | Cầu thủ ghi bàn               | Số lượng khán giả |
| ------------------------ | -------------------- | --- | ----------- | ----------------------------- | ----------------- |
| ngày 27 tháng 8 năm 1921 | Everton              | A   | 0–5         |                               | 30,000            |
| 29 tháng 8 năm 1921      | West Bromwich Albion | H   | 2–3         | Partridge, Robinson           | 20,000            |
| 3 tháng 9 năm 1921       | Everton              | H   | 2–1         | Harrison, Spence              | 25,000            |
| 7 tháng 9 năm 1921       | West Bromwich Albion | A   | 0–0         |                               | 15,000            |
| 10 tháng 9 năm 1921      | Chelsea              | A   | 0–0         |                               | 35,000            |
| 17 tháng 9 năm 1921      | Chelsea              | H   | 0–0         |                               | 28,000            |
| 24 tháng 9 năm 1921      | Preston North End    | A   | 2–3         | Lochhead, Partridge           | 25,000            |
| 1 tháng 10 năm 1921      | Preston North End    | H   | 1–1         | Spence                        | 30,000            |
| 8 tháng 10 năm 1921      | Tottenham Hotspur    | A   | 2–2         | Sapsford, Spence              | 35,000            |
| 15 tháng 10 năm 1921     | Tottenham Hotspur    | H   | 2–1         | Sapsford, Spence              | 30,000            |
| 22 tháng 10 năm 1921     | Manchester City      | A   | 1–4         | Spence                        | 24,000            |
| 29 tháng 10 năm 1921     | Manchester City      | H   | 3–1         | Spence (3)                    | 56,000            |
| 5 tháng 11 năm 1921      | Middlesbrough        | H   | 3–5         | Lochhead, Sapsford, Spence    | 30,000            |
| 12 tháng 11 năm 1921     | Middlesbrough        | A   | 0–2         |                               | 18,000            |
| 19 tháng 11 năm 1921     | Aston Villa          | A   | 1–3         | Spence                        | 30,000            |
| 26 tháng 11 năm 1921     | Aston Villa          | H   | 1–0         | Henderson                     | 33,000            |
| 3 tháng 12 năm 1921      | Bradford City        | A   | 1–2         | Spence                        | 15,000            |
| 10 tháng 12 năm 1921     | Bradford City        | H   | 1–1         | Henderson                     | 9,000             |
| 17 tháng 12 năm 1921     | Liverpool            | A   | 1–2         | Sapsford                      | 40,000            |
| 24 tháng 12 năm 1921     | Liverpool            | H   | 0–0         |                               | 30,000            |
| 26 tháng 12 năm 1921     | Burnley              | H   | 0–1         |                               | 15,000            |
| 27 tháng 12 năm 1921     | Burnley              | A   | 2–4         | Lochhead, Sapsford            | 10,000            |
| 31 tháng 12 năm 1921     | Newcastle United     | A   | 0–3         |                               | 20,000            |
| 2 tháng 1 năm 1922       | Sheffield United     | A   | 0–3         |                               | 18,000            |
| 14 tháng 1 năm 1922      | Newcastle United     | H   | 0–1         |                               | 20,000            |
| 21 tháng 1 năm 1922      | Sunderland           | A   | 1–2         | Sapsford                      | 10,000            |
| 28 tháng 1 năm 1922      | Sunderland           | H   | 3–1         | Lochhead, Sapsford, Spence    | 18,000            |
| 11 tháng 2 năm 1922      | Huddersfield Town    | H   | 1–1         | Spence                        | 30,000            |
| 18 tháng 2 năm 1922      | Birmingham           | A   | 1–0         | Spence                        | 20,000            |
| 25 tháng 2 năm 1922      | Birmingham           | H   | 1–1         | Sapsford                      | 35,000            |
| 27 tháng 2 năm 1922      | Huddersfield Town    | A   | 1–1         | Sapsford                      | 30,000            |
| 11 tháng 3 năm 1922      | Arsenal              | H   | 1–0         | Spence                        | 30,000            |
| 18 tháng 3 năm 1922      | Blackburn Rovers     | H   | 0–1         |                               | 30,000            |
| 25 tháng 3 năm 1922      | Blackburn Rovers     | A   | 0–3         |                               | 15,000            |
| 1 tháng 4 năm 1922       | Bolton Wanderers     | H   | 0–1         |                               | 28,000            |
| 5 tháng 4 năm 1922       | Arsenal              | A   | 1–3         | Lochhead                      | 25,000            |
| 8 tháng 4 năm 1922       | Bolton Wanderers     | A   | 0–1         |                               | 28,000            |
| 15 tháng 4 năm 1922      | Oldham Athletic      | H   | 0–3         |                               | 30,000            |
| 17 tháng 4 năm 1922      | Sheffield United     | H   | 3–2         | Harrison, Lochhead, Partridge | 28,000            |
| 22 tháng 4 năm 1922      | Oldham Athletic      | A   | 1–1         | Lochhead                      | 30,000            |
| 29 tháng 4 năm 1922      | Cardiff City         | H   | 1–1         | Partridge                     | 18,000            |
| 6 tháng 5 năm 1922       | Cardiff City         | A   | 1–3         | Lochhead                      | 16,000            |

| #  | Câu lạc bộ        | Tr | T  | H  | B  | Bt | Bb | Hs  | Điểm |
| -- | ----------------- | -- | -- | -- | -- | -- | -- | --- | ---- |
| 20 | Everton           | 42 | 12 | 12 | 18 | 57 | 55 | +2  | 36   |
| 21 | Bradford City     | 42 | 11 | 10 | 21 | 48 | 72 | –24 | 32   |
| 22 | Manchester United | 42 | 8  | 12 | 22 | 41 | 73 | –32 | 28   |

## FA Cup
| Thời gian          | Vòng đấu | Đối thủ      | H/A | Tỷ số Bt-Bb | Cầu thủ ghi bàn | Số lượng khán giả |
| ------------------ | -------- | ------------ | --- | ----------- | --------------- | ----------------- |
| 7 tháng 1 năm 1922 | Vòng 3   | Cardiff City | H   | 1–4         | Sapsford        | 25,726            |